# IC 1848
Pour les articles homonymes, voir Nébuleuse (homonymie) et Âme (homonymie).
IC 1848 ou Sh2-199 ou LBN 667 ou W5 ou nébuleuse de l'Âme (Soul Nebula, en anglais) est une nébuleuse en émission, une région HII et un amas ouvert du complexe de Cassiopée, situé à 6 500 années-lumière de la Terre, dans la constellation de Cassiopée, du bras de Persée de la Voie lactée. 

## Histoire

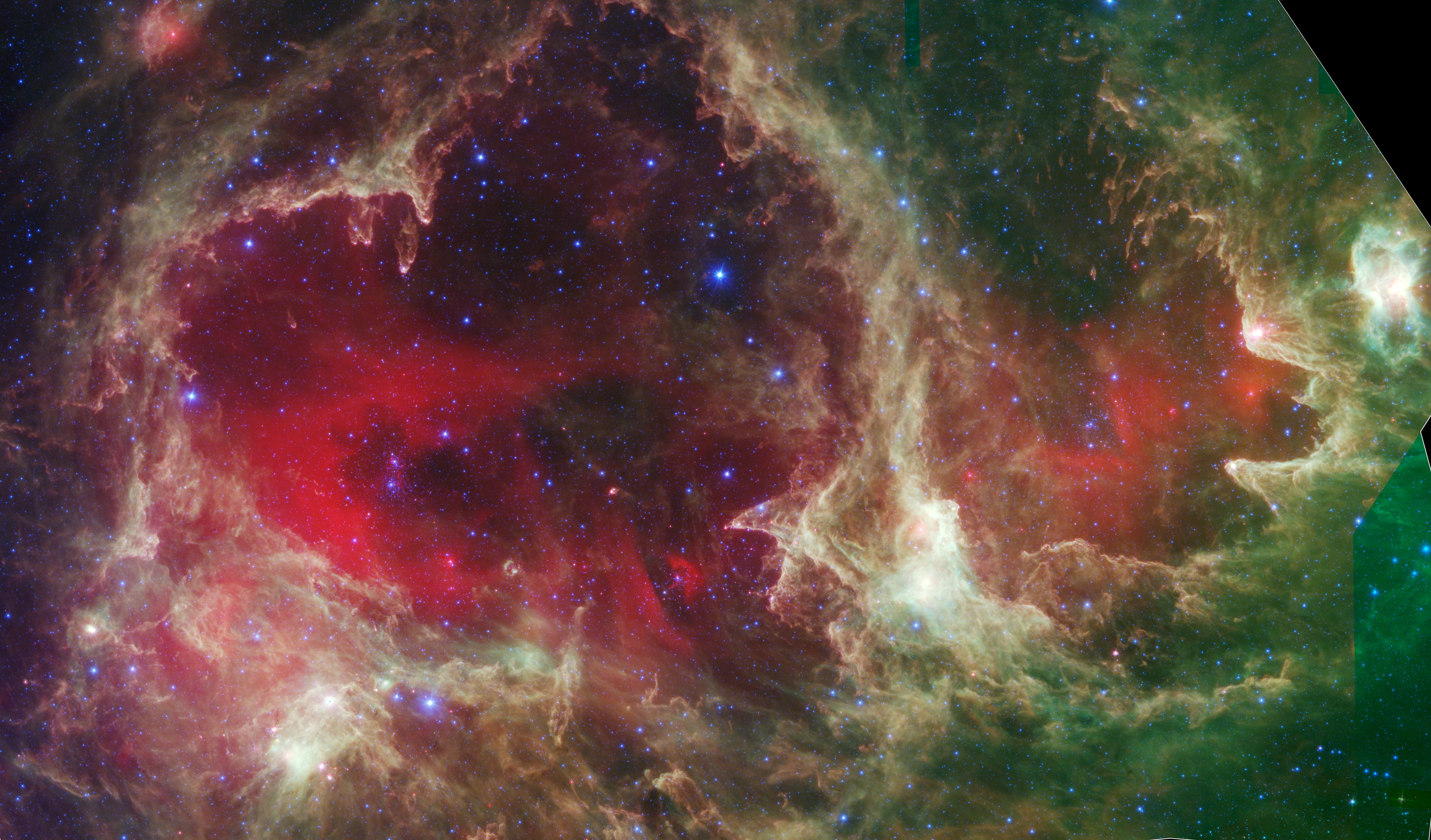
Image infrarouge du télescope spatial Spitzer de la NASA (2006).

Cet amas ouvert d'étoiles entouré par une nébuleuse s'est formé il y a environ un million d'années à partir de la matière de la nébuleuse, pour devenir une région à sursauts de formation d'étoiles, avec un diamètre de plus de 150 années-lumière,,. 
L'astronome américain Edward Emerson Barnard découvre cette nébuleuse et en informe directement John Louis Emil Dreyer, qui l'inclue sous la référence IC 1848 dans la seconde édition de son « Index Catalogue (IC II) » publié en 1910. 

## Complexe des nébuleuses du Cœur et de l'Âme
La nébuleuse de l'Âme (IC 1848) forme le complexe des nébuleuses du Cœur et de l'Âme (Heart and Soul nebulas) avec la nébuleuse du Cœur (IC 1805) voisine, deux objets de magnitude et de taille égales, d'environ 300 années-lumière de diamètre.

Complexe des nébuleuses du Cœur et de l'Âme
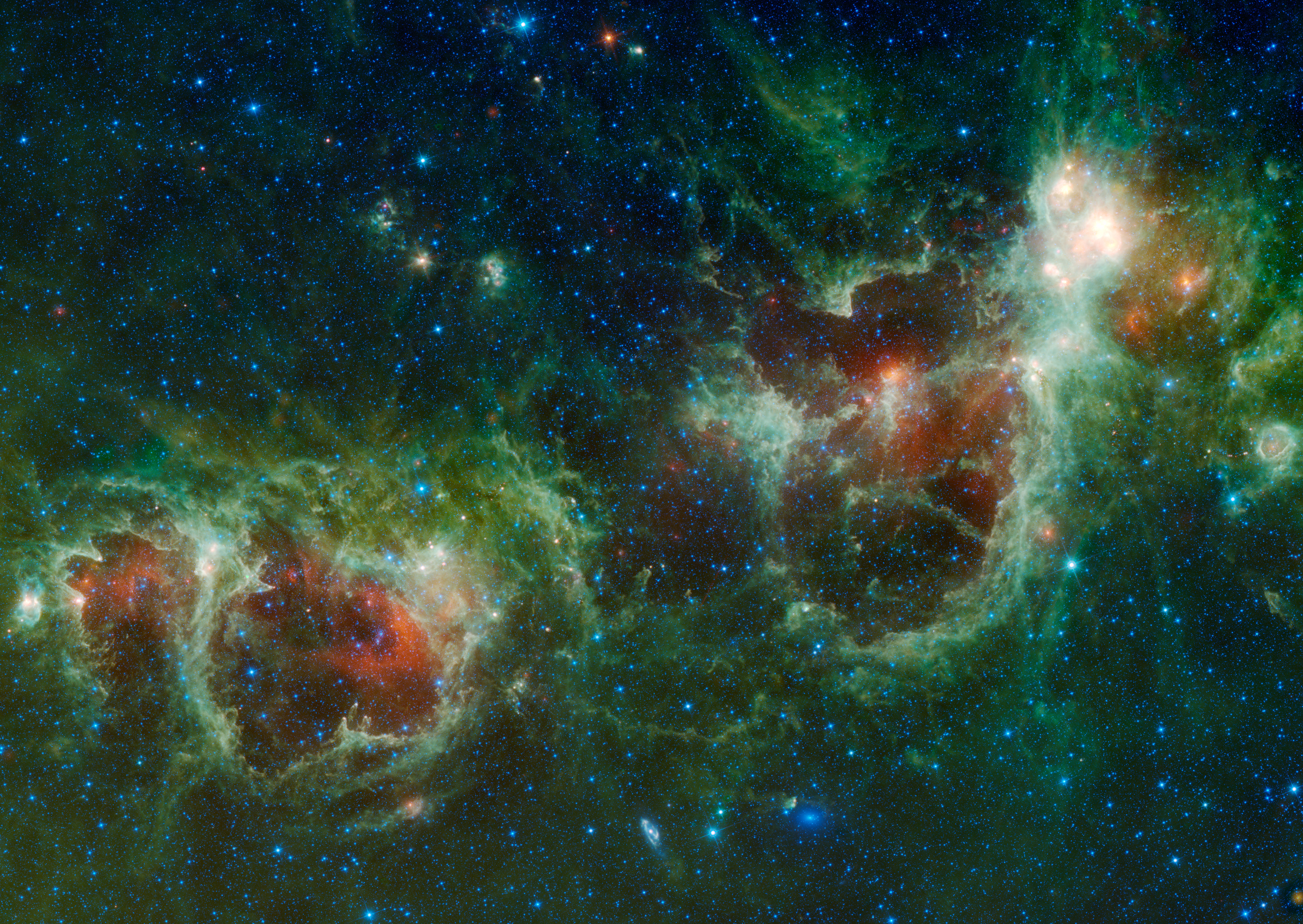
Image infrarouge des nébuleuse de l'Âme (IC 1848) et nébuleuse du Cœur (IC 1805).
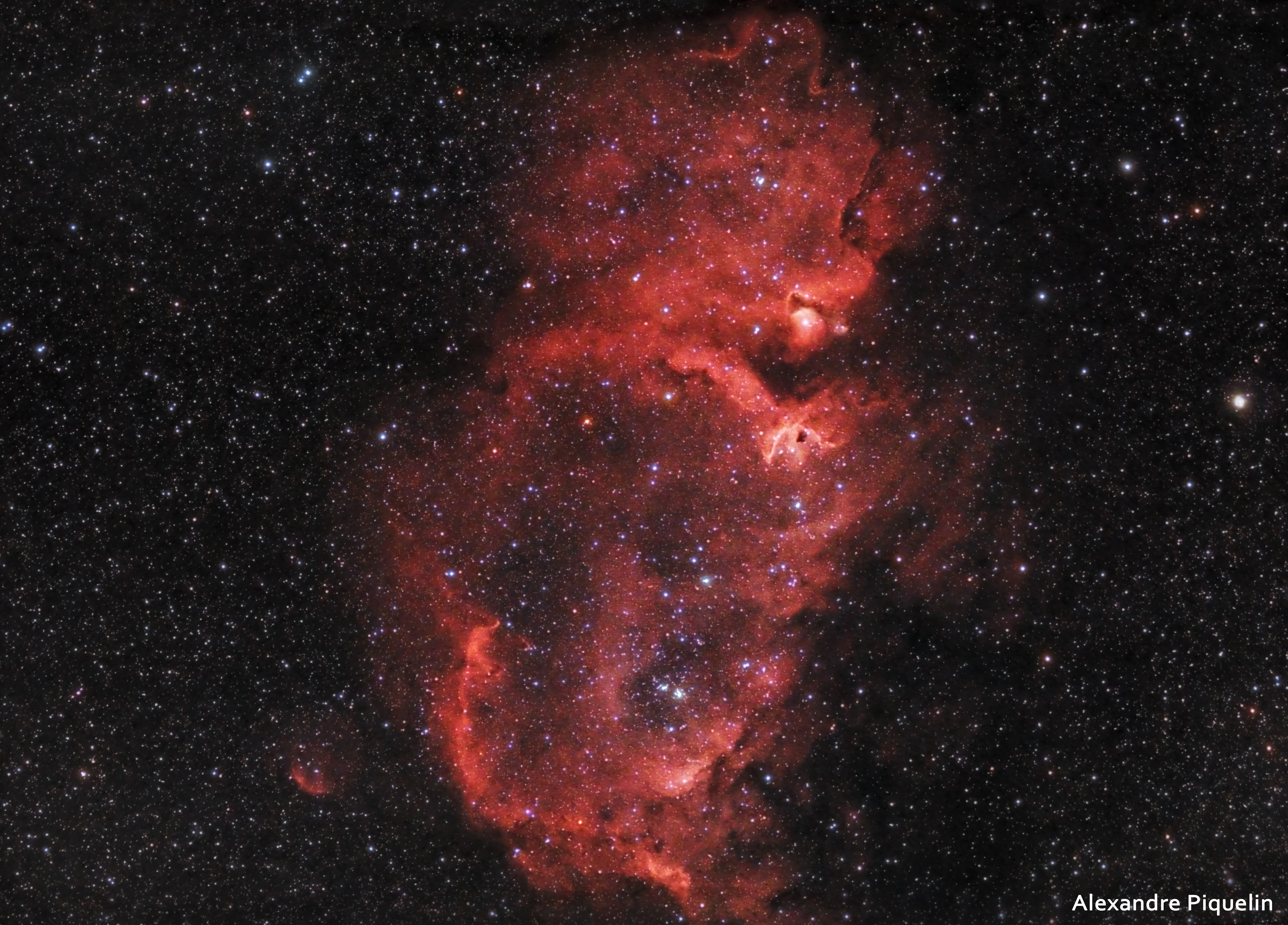
La nébuleuse de l'Âme (IC 1848) en couleurs naturelles.
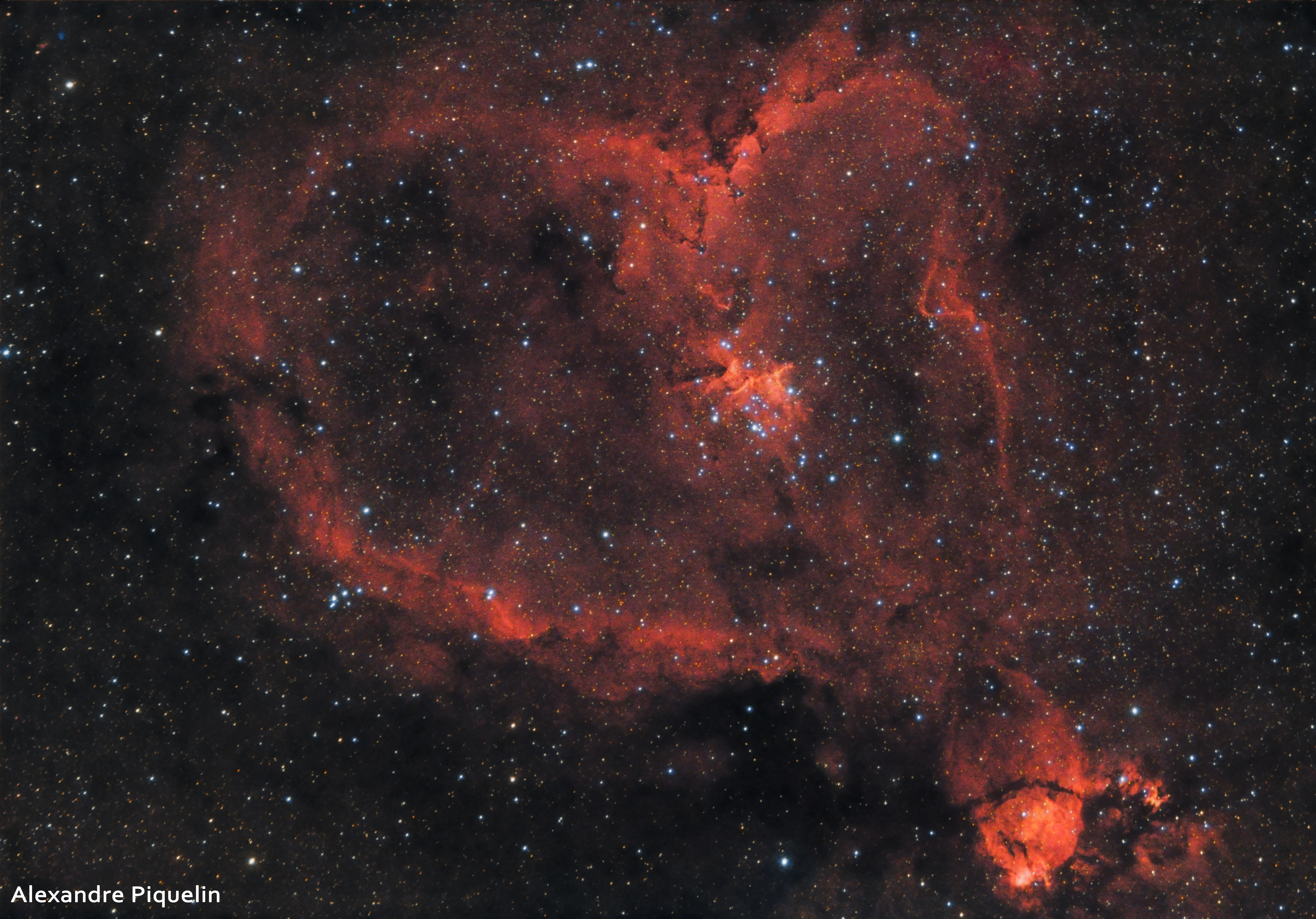
La nébuleuse du Cœur (IC 1805) en couleurs naturelles.

## Observation
Ces nébuleuses peuvent être observées et photographiées par des astronomes amateurs depuis la Terre, à l'aide d'instruments modestes et de jumelles,.